# Pepita Greus
Ángela Josefa "Pepita" Greus Sáez (Alginet, 1868-Alginet, 27 de octubre de 1949) fue una poetisa española, célebre debido al pasodoble dedicado a ella por el compositor Pascual Pérez Choví.

## Biografía
Nace en Alginet en el seno de una familia acomodada. Su madre falleció cuando tenía dos años de edad y pasa a vivir en casa de su tía Vicenta Greus Carpi, que se encargará de su crianza. Era sobrina del magistrado y poeta Vicent Greus. Su vida queda ligada a la de su primo Vicente Greus Roig, que es mucho mayor que ella y estudia Derecho en Valencia, donde entra en contacto con la intelectualidad valenciana del momento. Amigo de Teodoro Llorente y Félix Pizcueta, escribe poesía sin llegar a publicar y es el inductor de esta “delicadísima inclinación” en su prima, que lo acompaña en su periplo profesional en distintos puestos de la administración de justicia, alcanzando la posición de magistrado presidente en la sala tercera de la audiencia de Barcelona. Pepita administra su casa y participa en algunas reuniones como anfitriona de sus amigos intelectuales aportando sus poesías.   
Publica algún poema en periódicos y revistas, como los dedicados a Teodoro Llorente, líder de la Renaixença valenciana, tras su muerte. Gana un premio de Lo Rat Penat en 1910 por «El miracle de Sant Vicent Ferrer». Sus poemas, tanto en castellano como en valenciano, tratan temas ligados a su pueblo, su tierra y religiosos, como los dedicados a la virgen. 
En 1923 Pascual Pérez Choví, a la edad de treinta y cuatro años, toma posesión como director de la banda de música de Alginet, que probablemente cultivó la amistad de la poeta. No parecen ciertos los rumores de amor imposible entre ellos, lo único claro es la existencia de una amistad y admiración intelectual. En 1926 se estrenó el pasodoble dedicado a “la inspirada poetisa doña Josefa Ángela Greus Sáez” con el nombre de Pepita Greus. Gana el primer premio de la sección segunda del certamen musical de Valencia. A su vuelta al pueblo la banda es recibida por la multitud y se lee una poesía de Pepita Greus “al meu poble”. El pasodoble alcanza popularidad y rápidamente es adoptado en festejos taurinos. Es el pasodoble con el que iniciaba sus espectáculos taurino-musicales la banda El Empastre y se han grabado versiones por multitud de bandas y orquestas de todo el mundo incluso una versión cantada por Manolo Escobar. 
Josefina nunca se casó, de gran devoción religiosa reflejada en muchos de sus poemas, sufrió especialmente con los tumultos previos a la guerra civil y el anticlericalismo. Tras la guerra llega a componer algún poema de exaltación franquista. Se recluye en su casa y se dedica a obras de caridad inspirando a su asistenta Rosario Tortajada Bosch que dedicará su vida a los más pobres y que tiene también una calle con su nombre en Alginet. Muere el 27 de octubre de 1949 y es enterrada en el panteón familiar del cementerio municipal de Alginet.  Un colegio y una calle en el pueblo de Alginet llevan su nombre.

## Reconocimientos
- En 1910, Greus ganó el premio de Lo Rat Penat por su poema El milacre de San Vicent Ferrer.[2][3]
- En la localidad de Alginet, un colegio lleva el nombre Pepita Greus.[4]